# Orgel der St.-Bartholomaei-Kirche (Demmin)
Die Orgel der St.-Bartholomaei-Kirche in Demmin ist eine 1818 gebaute Buchholz-Orgel, die 1867 durch den Stettiner Orgelbaumeister Barnim Grüneberg umgebaut und erweitert wurde. Die größte in Deutschland erhaltene Orgel aus der Werkstatt Grüneberg wurde in den Jahren 1998 bis 2003 restauriert.
Die romantische Orgel besitzt 4 Manuale und Pedal sowie 52 klingende Register.

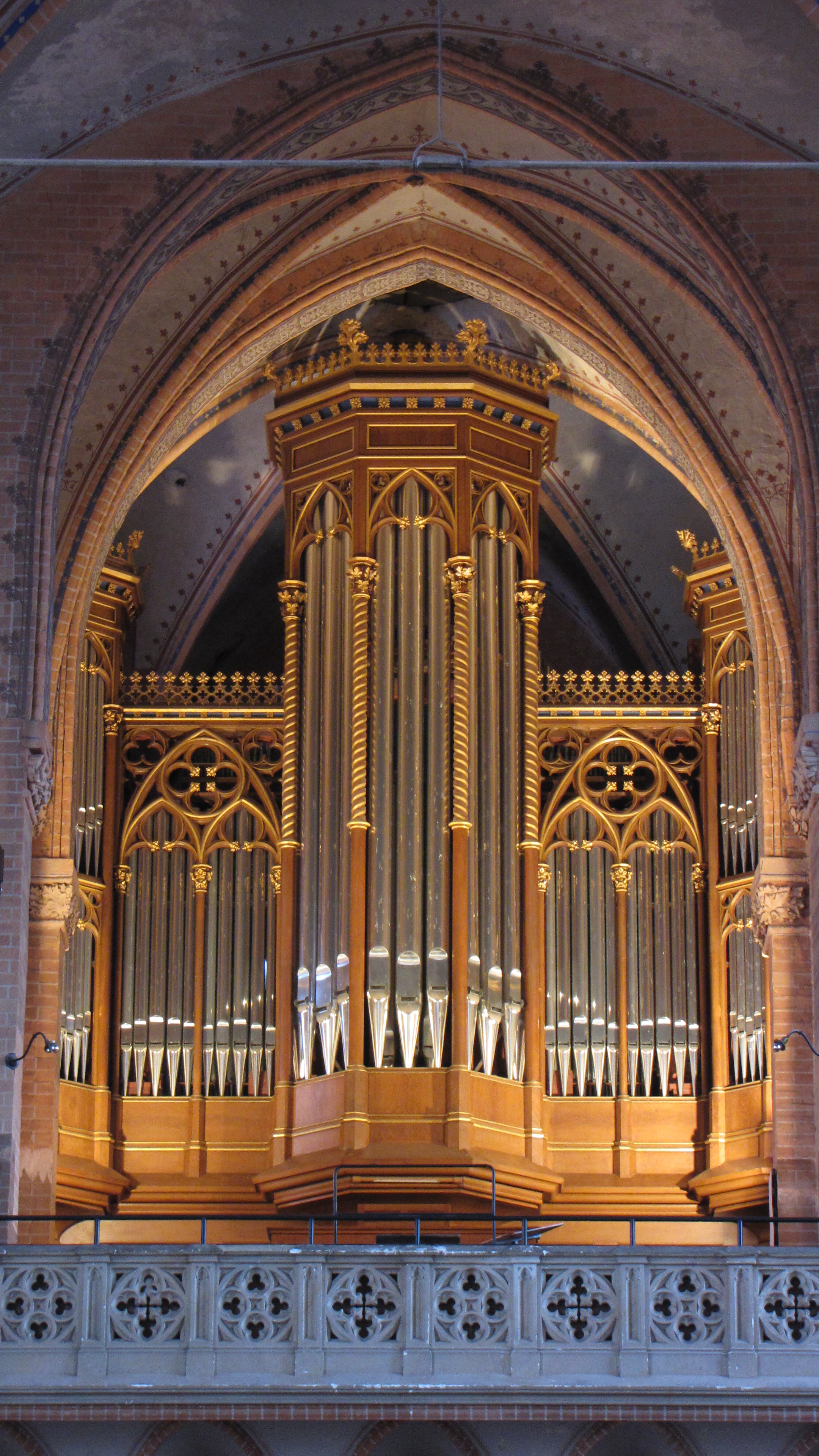
Buchholz-Grüneberg-Orgel in der St. Bartholomaei-Kirche, Hansestadt Demmin

## Baugeschichte

### Frühere Orgeln
Die älteste Nachricht von einer Orgel in der Demminer Stadtkirche stammt von einer Reparatur aus dem Jahr 1546. Der Stadtrat stiftete 1570 eine neue Orgel, die vom Orgelbaumeister Fabian hergestellt wurde. Diese wurde 1602 gründlich ausgebessert, aber bei der Zerstörung der Kirche 1676 vernichtet.
Der schwedische Proviant- und Postinspektor Martin Friedrich Bohse stiftete 1706 eine neue Orgel aus der Werkstatt Zacharias Paul Müller in Wittstock, die 1722 durch Joachim Trumpf aus Ivenack vergrößert und ausgebaut wurde. 1742 erfolgten Reparatur- und Umbauarbeiten durch Christian Gottlieb Richter aus Stralsund, die jedoch mangelhaft durchgeführt wurden. Die unbespielbar gewordene Orgel wurde 1779 durch Matthias Friese aus Kummerow wieder spielbar gemacht. Das Gutachten des Meisters Johann Gottlieb Mehner aus Stettin fiel jedoch negativ aus. Friese stimmte die Orgel 1784 noch einmal neu.

### Neubau durch Johann Simon und Carl August Buchholz 1817–1819
Der Berliner Orgelbaumeister Johann Simon Buchholz und sein Sohn Carl August Buchholz begannen 1817 mit dem Neubau einer Orgel, die vom Stettiner Orgelbauer Grüneberg begutachtet wurde. 1819 erhielt die Kirche eine Orgel mit zwei Manualen, Pedal, 40 klingenden Stimmen und 48 Registerzügen für 4150 Taler. Diese Orgel hatte bereits einen Tonumfang von C bis g3 im Manual sowie von C bis g1 im Pedal. Von dieser Orgel sind die Pedal-Lade wahrscheinlich im Original und die Fernwerk-Lade mit Veränderungen durch Grüneberg erhalten. 1820 wurden durch die Werkstatt Buchholz aufgetretene Mängel und Schäden behoben.
1840 fand für 650 Taler eine Reparatur durch den Orgelbauer Johann Friedrich Schulze aus Thüringen statt, der Änderungen an der Disposition vornahm. Während der Umbauarbeiten an der Kirche in den Jahren 1857 bis 1867 unter der Leitung von Friedrich August Stüler und des Demminer Superintendenten Lengerich wurde der Orgelchor in den Turm zurückverlegt und zum Hauptschiff mit einem Brüstungsmauerwerk abgeschlossen.

### Umbau durch Grüneberg 1866/1867
In den Jahren 1866 und 1867 wurde sie vom Stettiner Orgelbaumeister Barnim Grüneberg umgebaut, der die Änderungen Schulzes rückgängig machte. Er erweiterte die Orgel auf vier Manuale, 52 Stimmen und 64 Register, wobei er den Pfeifenbestand übernahm, und begrenzte den Manualumfang auf das übliche f3. Die Kosten beliefen sich auf knapp 6139 Taler. 1912 überarbeitete er die Orgel noch einmal, wobei er kleine Veränderungen vornahm.
1917 mussten die Prospektpfeifen und wahrscheinlich auch die zinnernen Pfeifen des Unterwerks für Rüstungszwecke abgeliefert werden. Sie wurden nach Kriegsende durch Zinkpfeifen ersetzt. 1935 erfolgte eine Umdisponierung durch die Firma W. Sauer Orgelbau. Sie nahm Veränderungen im Spieltisch vor und baute einige Neobarockregister ein.

### Restaurierung und heutige Nutzung
Die im 20. Jahrhundert aufgetretenen Schäden machten eine umfassende Sanierung der Orgel erforderlich. Der 1997 gegründete Orgelförderverein Demmin e.V. vergab zum Ende des gleichen Jahres den Restaurierungsauftrag an die Orgelbaufirma Christian Scheffler aus Sieversdorf bei Frankfurt (Oder). Diese führte die erforderlichen Arbeiten zwischen 1998 und 2003 durch. Dabei wurde die Orgel auf die Disposition Grünebergs zurückgeführt.
Zunächst erfolgte die Instandsetzung von vier großen Keilbälgen und die Ausstattung mit einem ausreichend dimensionierten Gebläse. Anschließend wurde das Oberwerk wieder in Betrieb genommen und die labialen Register überarbeitet. Abschließend wurden die Prospektpfeifen wieder aus Zinn gefertigt und eingebaut, die Zungenregister rekonstruiert und das Gehäuse gereinigt und konserviert. Fehlende Teile wurden nach historischen Vorbildern nachgebaut. Diese fanden sich vor allem bei der Barther Buchholz-Orgel aber auch bei den Grüneberg-Orgeln von Neustrelitz und Altentreptow.
Am 8. September 2002 erfolgte im Rahmen der ersten Demminer Orgeltage bei einem Festgottesdienst die Orgelweihe. Die Kosten der Sanierung beliefen sich auf etwa 300.000 Euro, die zur Hälfte durch öffentliche Fördermittel finanziert wurden. Die andere Hälfte wurde durch Spendengelder getragen.
Außer zu den Gottesdiensten wird die Demminer Buchholz-Grüneberg-Orgel regelmäßig für Konzertveranstaltungen genutzt. Ein Höhepunkt dabei sind die jährlich stattfindenden Demminer Orgeltage, die vom Orgelförderverein Demmin organisiert werden.

## Disposition seit 1935
| I Unterwerk C–f3    |        |    |
| Quintatön *         | 16′    | B  |
| Geigen Principal *0 | 08′    |    |
| Salicional *        | 08′    | B  |
| Rohrflöte           | 08′    | G  |
| Gemshorn            | 08′    | B  |
| Octave              | 04′    | G  |
| Flauto anna         | 04′    | G  |
| Quinte *            | 2 ⁄3′0 |    |
| Octave              | 02′    | B  |
| Sifflöte *          | 01′    | B  |
| Mixtur IV           |        | B  |
| Dulcian             | 08′    | Sa |

| II Hauptwerk C–f3  |         |     |
| Principal          | 16′     | B   |
| Bordun             | 16′     | B   |
| Principal (Oktav)0 | 08′     | G   |
| Gedackt            | 08′     | S/G |
| Viola da Gamba     | 08′     | S   |
| Hohlflöte          | 08′     | G   |
| Nasard * FL        | 5 1⁄3′0 | B   |
| Octave             | 04′     | B   |
| Spitzflöte         | 04′     | B   |
| Quinte FL          | 2 ⁄3′   | B   |
| Octave FL          | 02′     | B?  |
| Mixtur V FL        |         | S   |
| Scharf IV FL       |         | S   |
| Cornett IV FL      |         | G   |
| Tuba * FL          | 16′     | B   |
| Trompete * FL      | 08′     | B   |

| III Fernwerk C–f3 |        |   |
| Lieblich Gedackt0 | 16′    | G |
| Principal         | 08′    | G |
| Lieblich Gedackt  | 08′    | S |
| Äoline            | 08′    | G |
| Flaute traverse   | 08′    | G |
| Octave            | 04′    | B |
| Flauto dolce *    | 04′    |   |
| Nasard *          | 2 ⁄3′0 |   |
| Waldflöte         | 02′    | B |
| Clarinette *      | 08′    |   |

| IV Oberwerk C–f3 |    |  |
| Harmonika0       | 8′ |  |

| Pedal C–d1              |          |    |
| Principal               | 16′      | G  |
| Violon GP               | 16′      | B? |
| Subbass GP              | 16′      | G  |
| Nasard                  | 10 2⁄3′0 | B  |
| Violon (Octavbass)      | 08′      | B  |
| Nasard (Quinte)         | 5 1⁄3′   | B  |
| Bassflöte               | 08′      | G  |
| Octave                  | 04′      | B  |
| Mixtur * IV             |          |    |
| Bombarde * GP(Posaune)0 | 32′      |    |
| Posaune *               | 16′      |    |
| Fagott * GP             | 08′      |    |

Die mit * gekennzeichneten Register wurden rekonstruiert.
- Koppeln: I/II, III/I, II/P.
- Spielhilfen: Sperrventile (OW, UW, HW), Ventil zum HW (Fortelade), Ventil zum Großpedal, Calcantenglocke.

Anmerkungen
1. ↑  Seit 2007, vorher 16’ Buchholz.
2. ↑  Aus Zinn.
3. ↑  Durchschlagend, stimmbar.

FL = Register auf der ForteLade (Hauptwerk), GP = Register auf der GroßpedalLade
B = Buchholz
G = Grüneberg
S = Schulze
Sa = Sauer

## Technische Daten
- 52 Register.